# Чайковцы
Чайковцы — члены народнических кружков, получивших название по имени одного из лидеров — Н. В. Чайковского.

## История
С начала 1870-х годов в Петербурге существовало несколько народнических кружков, во главе которых стояли М. А. Натансон, С. Л. Перовская и Н. В. Чайковский.
В 1871 году они объединились, и членов подпольного общества стали называть «чайковцами». Всего в федерации кружков состояло около 100 человек, отделения тайного общества возникли в Москве, Казани и других городах.
В 1872 году в петербургский кружок чайковцев вступил князь Пётр Алексеевич Кропоткин (1842—1921), учёный-географ, впоследствии — теоретик анархизма.

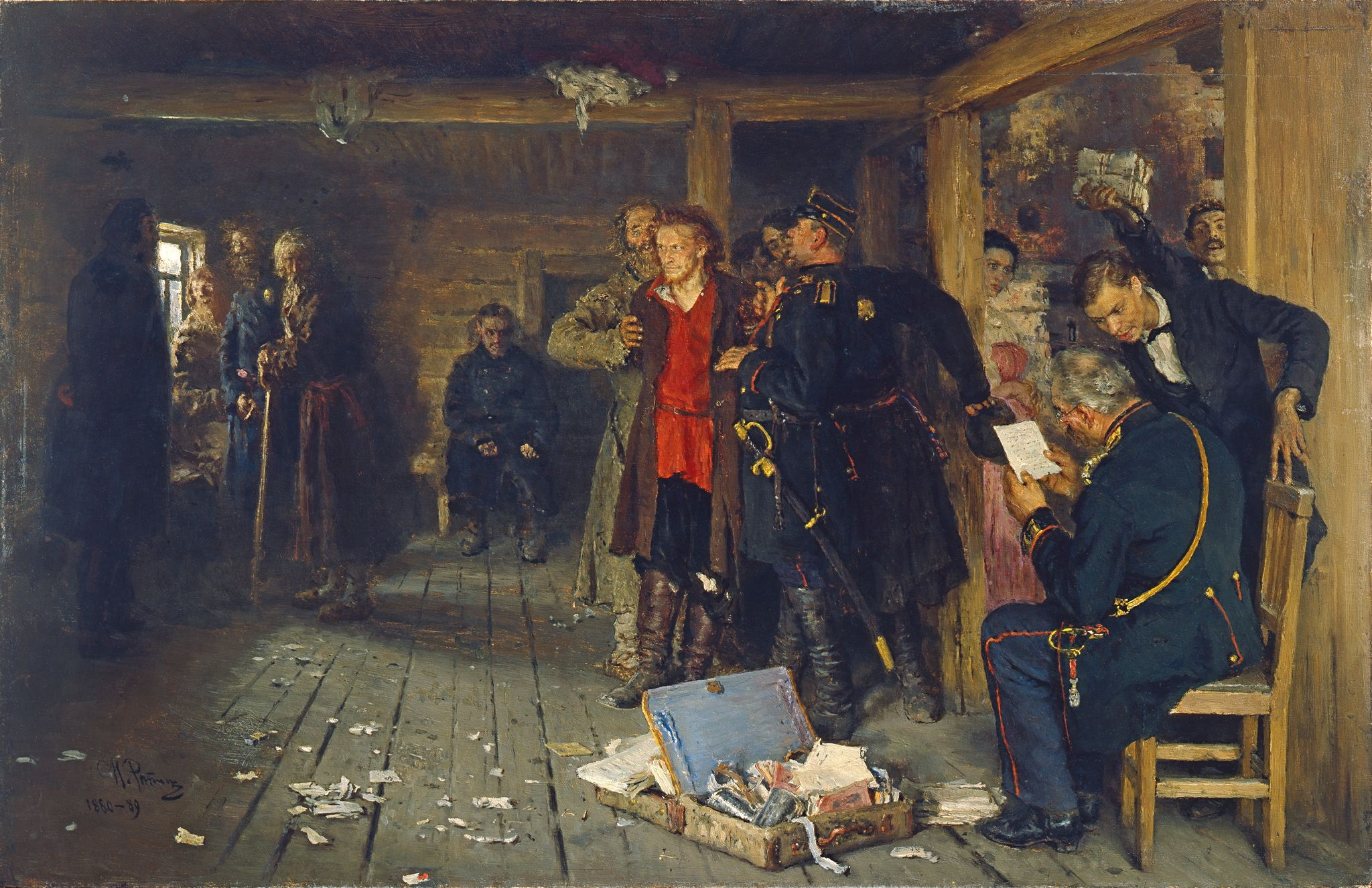
Арест пропагандиста. И. Е. Репин

В работе кружка активно участвовали:
- С осени 1872 года — Д. А. Клеменц, С. М. Степняк-Кравчинский, А. И. Корнилова, А. Д. Кувшинская
- С 1873 года — Л. Э. Шишко, Л. А. Тихомиров, А. А. Франжоли, с 1874 года — Л. А. Дическуло.

В кружках также состояли Ф. В. Волховский, С. С. Синегуб, Н. А. Чарушин, Н. П. Цакни, Л. И. Корнилова и др.
Главным делом «чайковцев» была пропаганда среди рабочих. Делались попытки наладить работу и в деревне.
В начале 1874 года полиция арестовала многих «чайковцев», в том числе П. А. Кропоткина, но это не остановило намеченного «чайковцами» на 1874 год «хождения в народ». В том же году Николай Чайковский эмигрировал в США, где увлёкся религиозными идеями.

## Издания Чайковцев
- Кропоткин П. А., Тихомиров Л. А. Где лучше? Сказка о четырех братьях и об их приключениях. [Женева: Изд. Чайковцев, 1873.]. Вымышленные вых. данные: Изд. 2, исправ. и доп. М.: Мужников, 1868.
- Кропоткин П. А., Тихомиров Л. А. Емельян Иванович Пугачев или Бунт 1773 года. [Женева: Типография и издание кружка Чайковцев, 1874]. 143 с. (размер книги 11,5х8 см тираж 5000 экз.) — в целях конспирации были помещены вымышленные выходные сведения (2-е издание. Москва: Типо.-лит. Н. И. Кассова, 1871), написано : «Дозволено цензурой. Москва, 2 мая 1871». Текст был специально подготовлен (упрощен) для крестьян.
- Кропоткин П. А., Тихомиров Л. А. Счастливая встреча или любовь к родине. [Женева: Изд. Чайковцев, 1875]. 64 с. — На тит. л., на обороте и обл. вымышленные вых. данные: Соч. А. Д. В. Спиридонов. М., 1875. Сказка вошла в фольклорный репертуар; закрепилась в устном бытовании (см., напр.: Уральский фольклор / Под ред. М. Г. Китайника. Свердловск: Свердл. обл. гос. изд-во, 1949. С. 167—175).